# Augacephalus
Augacephalus là một chi nhện trong họ Theraphosidae.

## Các loài
Chi này gồm các loài:
- Augacephalus breyeri (Hewitt, 1919)
- Augacephalus ezendami (Gallon, 2001)
- Augacephalus junodi (Simon, 1904)